# Nicopolis ad Nestum
Pour les articles homonymes, voir Nicopolis.
Nicopolis ad Nestum ou Nicopolis ad Mestum est une ville en ruines romaine de la province de Thrace, près du village moderne de Garmen sur la rive gauche du fleuve Mesta, en Bulgarie. Bien que ad Nestum soit la forme la plus couramment utilisée, ad Mestum (qui est ce qui apparaît, en grec, sur les pièces de monnaie de la ville) est la forme correcte du nom au cours de la période romaine.

## Histoire
C'est l'une des deux villes fortifiées fondées à l'occasion de la victoire de l'empereur Trajan en 105-106 apr. J.-C. sur les Daces. La région avait été habitée depuis environ quatorze siècles et atteint son apogée dans l'Antiquité tardive (IVe – VIe siècles apr. J.-C.). La ville d'origine occupait environ 25-30 hectares. Les Slaves ont détruit Nicopolis aux VIe et VIIe siècles, mais elle a réapparu en tant qu'établissement médiéval à la fin du Xe siècle.

## Redécouverte
Les fouilles ont dégagé 280 m des murs de la forteresse, les bâtiments administratifs et religieux et des tumulus. Plusieurs découvertes archéologiques ont été faites, y compris un relief votif de cavalier thrace, une statuette de Hermès, un vieux tumulus chrétien, plus de 95 pièces d'or et 22 d'autres métaux, des vases en verre, bronze et céramique et une table de rituel. Certaines de ces découvertes peuvent être vues dans le musée d'histoire de Gotsé Delchev. Près de Nicopolis ad Mestum il y a des restes de deux basiliques des premiers chrétiens datées du IVe siècle, qui font probablement partie du même site. Les basiliques ont des sols en mosaïque avec des motifs géométriques et naturels.

## Problèmes de numismatique
Nicopolis ad Mestum émit des pièces de monnaie une seule fois, sous Caracalla et Geta, avec des têtes de Caracalla, Geta et (plus rarement) de leur mère Julia Domna sur les avers et la plupart du temps des revers assez standards du type Tyché, Hygie, Arès, Némésis, etc. Des pièces d'autres dirigeants comme Commode qui apparaissent dans certains catalogues sont des faux ou des pièces mal identifiées d'autres villes. Les pièces frappées à Nicopolis ad Istrum en Mésie, peut-être l'atelier de monnayage le plus prolifique des Balkans romains du début du IIIe siècle, sont souvent prises pour celles de Mestum. L'émission de pièces de Nicopolis ad Mestum a été datée de l'an 211, plus précisément pendant la période entre la mort de Septime Sévère en février et l'assassinat de Geta en décembre, par le chercheur allemand Holger Komnick, auteur de la seule étude exhaustive de la monnaie de cette ville (dans la série Griechisches Münzwerk de l'Académie des sciences de Berlin-Brandebourg). Cette publication en allemand a été examinée par Francis Jarman dans l'édition de mars 2004 de The Celator (en).
Il y a une liste de la plupart des types, avec des photographies, dans le catalogue de Varbanov, des pièces de monnaie provinciales romaines en provenance des Balkans , mais les descriptions sont souvent inexactes et les estimations de rareté et de valeur de Varbanov doivent être ignorées. Toutes les pièces de Nicopolis ad Mestum sont rares, certaines extrêmement. Komnick en a répertorié seulement 237 dans son catalogue, et Jarman fait référence à un "total d'environ 300" pièces de monnaie connues.